# 唐類函
《唐類函》，明代类书，俞安期編輯。
俞安期把唐代《艺文类聚》、《北堂诗钞》、《初学记》、《白氏六帖》等四类书匯集，删去重复，又增加杜佑《通典》、韩鄂《岁华纪丽》的許多内容，汇成一书。清代在《唐类函》的基础上进行增补，編有《淵鑑類函》。